# Bize (Altos Pirenéus)
Bize é uma comuna francesa na região administrativa de Occitânia, no departamento dos Altos Pirenéus. Estende-se por uma área de 12,96 km², Em 2010 a comuna tinha 220 habitantes (densidade: 17 hab./km²)..